# Thursday (formație)
Thursday este o formație de rock americană din Dumont, New Jersey fondată în anul 1997.

## Istoria formației

### Începutul și Waiting
Thursday a fost formată in anul 1997 de către Geoff Rickly, Tom Keeley, Bill Henderson, Tim Payne și Tucker Rule. Tom și Tucker obișnuiau să se întâlnească la sfârșiturile de săptămână pentru a exersa la tobe și chitară. După patru luni, timp în care au început să învețe cum să cânte la instrumentele lor l-au întâlnit pe Geoff, care li s-a alăturat și a început să compună versuri pentru ei. Pe Tim l-au cunoscut la un curs de desen, iar Bill era un coleg de liceu de-al lui Tom. Alături de Bill au înregistrat Waiting, dar după o vreme acesta a realizat că nu poate participa la turneuri datorită școlii, iar pe Steve l-au cunoscut printr-un prieten comun.

### A City by the Light Divided
În toamna anului 2005, cinci melodii demo ale formației au fost furate de managerul al turneului de pe iPod-ul celor de la My American Heart. Rickly colaborase recent cu My American Heart pentru melodia „We Are The Fabrication”. Trupa a publicat un articol pe site-ul lor oficial prin care spuneau că sunt dezamăgiți că nu își vor putea duce la bun sfârșit proiectele începute, dar sunt fericiți că muzica lor prezintă un interes foate mare pentru cei care o ascultă. Formația a confirmat titlul unei melodii demo „At This Velocity” și a promis că va fi inclusă pe noul album. Alte trei cântece urmau să facă parte din album, dar versiunile lor demo sunt relativ diferite („The Other Side Of The Crash/Over And Out (Of Control)”, „Telegraph Avenue Kiss”, and „Autumn Leaves Revisited”).
La început cei de la Thursday se gândeau să scotă un album dublu, dar în cele din urmă s-au razgândit spunând că nici cei de la The Beatles nu ar putea umple corespunzător două discuri cu materiale de calitate.
Dave Fridmann este producătorul albumului A City by the Light Divided ce a urmat după War All the Time și este primul album ce nu a fost produs de Sal Villanueva. Titlul este influențat de două versuri din „Piedra de Sol”, o poezie scrisă de Octavio Paz:
| „you are a city by the sea assaulted, you are a rampart by the light divided”—Sun Stone | „eres una ciudad que el mar asedia, una muralla que la luz divide”—Piedra de Sol | „ești un oraș pe care marea îl asediază, un meterez pe care lumina îl divide”—Piatră de Soare |

Albumul a fost lansat oficial în data de 2 mai 2006, dar câteva melodii au putut fi ascultate incepând cu 18 aprilie 2006 pe MySpace.
De pe acest album au fost extrase două single-uri : „Counting 5-4-3-2-1” și „At This Velocity”.
Trupa a renunțat la contractul cu Island Records la inceputul lui 2007 și a anulat tuneele și concertele pentru tot restul anului. În afară de un concert privat din New York, NY, S.U.A. (3 mai 2007), unde un vechi prieten de-al trupei, "theRev" și-a cerut logognica în căsătorie pe scena, Thursday a mai cântat la The Bamzoozle sub numele fals Bearfort (5 mai 2007) și a prestat live pentru ultima dată în California, Pennsylvania, S.U.A. (7 mai 2007).

### Kill the House Lights
Kill the House Lights este un album live al fomației. Include un documentar si prestații live. Au fost filmate două concerte: Cel de la  Starland Ballroom din Sayreville, New Jersey, SUA din 27 decembrie 2006 și cel din 28 decembrie 2006 care a avut loc la Maxwell's din Hoboken (New Jersey), New Jersey, SUA.

## Logo
Thursday folosește ca logo imaginea unui porumbel. Aceasta se găsește pe toate articolele marca Thursday. Se presupune că logo-ul a fost conceput înaintea apariției albumului Full Collapse de Tom Keeley într-un turneu.
Versuri din melodia Cross Out The Eyes  fac referință la cuvântul porumbel:
„We can rise on the wings of the dove

See blue skies getting caught in the trail of all this smoke
We can rise like candles in the dark

Yours always,”
„...And the mourning dove gets caught in the telephone wire.”
Nu se cunoaște dacă versurile sunt inspirate de imaginea porumbelului sau dacă versurile lui Rickly au inspirat crearea aceastei imagini. Cert este că , de la conceperea lui, logo-ul se găsește pe toate discurile scoase de Thursday, deși nu se mai fac alte referiri la el în nici o altă melodie în afară de Cross Out The Eyes .
Începând cu A City by the Light Divided formația a mai adoptat un logo. Acesta este compus din mai multe cercuri concentrice albe și roșii, având dedesupt o linie frântă în formă de “v”.

## Membrii formației

### Membrii curenți
- Geoff Rickly - Voce, Versuri
- Tom Keeley - Chitară, 22Backing Vocals
- Steve Pedulla - Chitară, 22Backing Vocals
- Tim Payne - Chitară Bas
- Tucker Rule - Tobe
- Andrew Everding - Keyboard, Synthesizer, 22Backing Vocals

### Foști membrii
- Bill Henderson Chitară, 22Backup vocals (Waiting)

## Discografie

### Albume
| Data apariției     | Titlul                      | Copertă | Casa de Discuri |
| 6 decembrie 1999   | Waiting                     |         | Eyeball Records |
| 18 octombrie 2001  | Full Collapse               |         | Victory Records |
| 16 septembrie 2003 | War All the Time            |         | Island Records  |
| 2 mai 2006         | A City by the Light Divided |         | Island Records  |
| 30 octombrie 2007  | Kill the House Lights       |         | Victory Records |

### EP-uri
| Data apariției    | Titlul                                                       | Casa de Discuri |
| 1999              | 1999 Summer Tour EP (Thursday)                               | Independent     |
| 22 octombrie 2002 | Five Stories Falling EP (Thursday)                           | Victory Records |
| 11 noiembrie 2003 | Live From The SoHo & Santa Monica Stores Split EP (Thursday) | Island Records  |
| 2003              | Live In Detroit EP (Thursday)                                | Island Records  |

### Single-uri
| An   | Melodie                                         | Album                       |
| 2001 | "Understanding In A Car Crash"                  | Full Collapse               |
| 2002 | "Cross Out The Eyes"                            | Full Collapse               |
| 2003 | "Signals Over The Air"                          | War All the Time            |
| 2004 | "War All The Time"                              | War All the Time            |
| 2006 | "Counting 5-4-3-2-1"                            | A City By The Light Divided |
| 2007 | "At This Velocity"                              | A City by the Light Divided |
| 2007 | "Ladies and Gentlemen: My Brother, the Failure" | Kill The House Lights       |